# Roman Malinovskij
Roman Vaclavovič Malinovskij (rusky Роман Вацлавович Малиновский; 18. března 1876 – 5. listopadu 1918, Moskva) byl ruský revolucionář, politik a agent carské policie Ochranky.

## Život
V roce 1899 byl zatčen pro krádeže na dva roky vězení. V letech 1901 až 1905 sloužil v ruské armádě.
Roku 1906 přistoupil k bolševikům a stal se členem Unie kovodělníků. Roku 1910 byl zatčen carskou policií Ochrankou. Po propuštění se stal jejím špionem.
Roku 1912 se stal členem ústředního výboru bolševiků a také poslancem v Dumě. Jako agentovi Ochranky se mu podařilo deportovat na Sibiř mnoho významných bolševických předáků, např. Josifa Stalina nebo Jakova Sverdlova.
Roku 1913 jej obvinil vůdce menševiků Julius Martov ze spolupráce s Ochrankou. Lenin tomu však odmítal uvěřit a zastal se ho. Roku 1914 odešel do exilu v Německu.
V roce 1918 se vrátil zpět do Petrohradu. Pokoušel se sice dostat do petrohradského sovětu, bolševický předák Grigorij Zinovjev však odhalil jeho kontakty s Ochrankou. Po krátkém procesu byl obviněn ze zrady, odsouzen k trestu smrti a zastřelen.